# Geomys breviceps
Espèce
Synonymes
- Geomys breviceps Baird, 1855 (préféré par UICN)
- Geomys bursarius Baird, 1855 subspecies breviceps

Statut de conservation UICN

 LC  : Préoccupation mineure

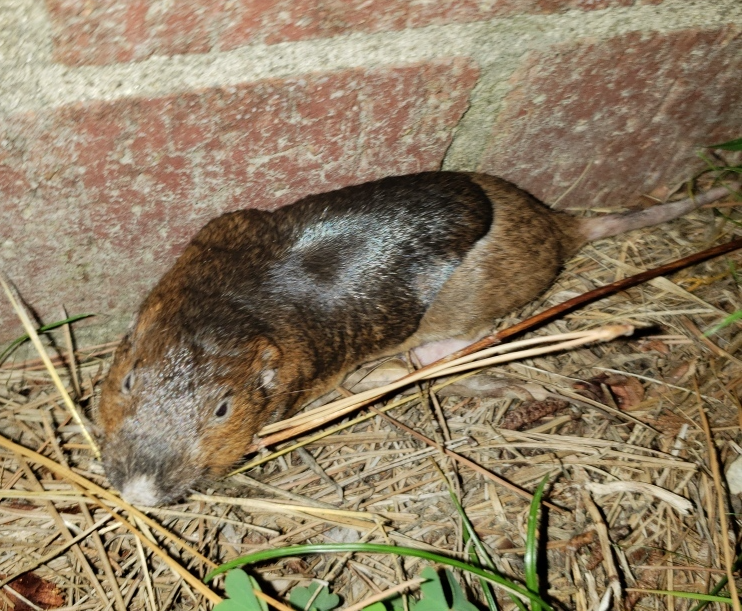
Un Geomys breviceps

Geomys breviceps est un mammifère de la famille des Géomyidés qui rassemble des rongeurs à larges abajoues. L'espèce est endémique des États-Unis.
L'espèce a été décrite pour la première fois en 1855, par Spencer Fullerton Baird, un zoologiste américain.
Synonyme :
- Geomys breviceps Baird, 1855 (auteur sans parenthèses)
- Geomys bursarius breviceps Baird, 1855

## Liste des sous-espèces
Selon Mammal Species of the World (version 3, 2005)  (5 nov. 2012) et NCBI (5 nov. 2012) :
- sous-espèce Geomys breviceps breviceps
- sous-espèce Geomys breviceps sagittalis